# ۳۰ (پیش از میلاد)
۳۰ (پیش از میلاد) سی‌امین سال قبل از تقویم میلادی است.

## درگذشتگان
‎